# Список электростанций Украины
В списке перечисляются электростанции Украины мощностью более 10 МВт.
Установленная мощность и структура собственности электростанций приводится в соответствии с официальной информацией генерирующих компаний.
По данным Государственного предприятия «Национальная энергетическая компания „Укрэнерго“» — системного оператора Объединенной энергосистемы Украины — на конец 2016 года суммарная установленная электрическая мощность электростанций Украины (без учёта станций в аннексированном Крыму) составляет 56 170 МВт, из которых 34 180 МВт (или 60,9 %) — тепловые электростанции.

## Атомные электростанции
| Название       | Местоположение   | Мощность, МВт | Строительство        | Причины уничтожения       |
| -------------- | ---------------- | ------------- | -------------------- | ------------------------- |
| Чернобыльская  | Киевская область | 3200          | 1970-1983            | Авария на 4-м энергоблоке |
| Запорожская    | Энергодар        | 6000          | 1981—1984, 1988—1995 | -                         |
| Хмельницкая    | Нетешин          | 1900          | 1981—1987            | -                         |
| Южноукраинская | Южноукраинск     | 2850          | 1975—1982            | -                         |

## Тепловые электростанции

### Государственные районные электростанции (ГРЭС/ТЭС)
На конец 2016 года суммарная установленная мощность ГРЭС составляла 27 703 МВт.
| №  | Название                                | Установленная мощность, МВт | Собственник          | Основное топливо  | Регион                    | Источники |
| -- | --------------------------------------- | --------------------------- | -------------------- | ----------------- | ------------------------- | --------- |
| 1  | Углегорская ТЭС (укр. Вуглегірська ТЕС) | 3600                        | Центрэнерго          | уголь марки ГСШ   | Донецкая область          | ✓         |
| 2  | Запорожская ТЭС (укр. Запорізька ТЕС)   | 2850                        | ДТЭК Днепроэнерго    | уголь Марки ГСШ   | Запорожская область       | ✓         |
| 3  | Бурштынская ТЭС                         | 2334                        | ДТЭК Западэнерго     | уголь марки Г     | Ивано-Франковская область | ✓         |
| 4  | Криворожская ТЭС                        | 2256                        | ДТЭК Днепроэнерго    | уголь марки Т     | Днепропетровская область  | ✓         |
| 5  | Змиевская ТЭС                           | 2200                        | Центрэнерго          | уголь марки АШ, Т | Харьковская область       | ✓         |
| 6  | Старобешевская ТЭС                      | 2010                        | Донбассэнерго        | уголь марки АШ, Т | Донецкая область          | ✓         |
| 7  | Трипольская ТЭС (укр. Трипільська ТЕС)  | 1800                        | Центрэнерго          | уголь марки АШ    | Киевская область          | ✓         |
| 8  | Ладыжинская ТЭС                         | 1800                        | ДТЭК Западэнерго     | уголь марки ГСШ   | Винницкая область         | ✓         |
| 9  | Кураховская ТЭС                         | 1527                        | ДТЭК Востокэнерго    | уголь марки Г     | Донецкая область          | ✓         |
| 10 | Зуевская ТЭС                            | 1270                        | ДТЭК Востокэнерго    | уголь марки Г     | Донецкая область          | ✓         |
| 11 | Луганская ТЭС                           | 1220                        | ДТЭК Востокэнерго    | уголь марки АШ    | Луганская область         | ✓         |
| 12 | Приднепровская ТЭС                      | 1195                        | ДТЭК Днепроэнерго    | уголь марки АШ    | Днепропетровская область  | ✓         |
| 13 | Славянская ТЭС                          | 800                         | Донбассэнерго        | уголь марки АШ, Т | Донецкая область          | ✓         |
| 14 | Добротворская ТЭС                       | 510                         | ДТЭК Западэнерго     | уголь марки Г     | Львовская область         | ✓         |
| 15 | Мироновская ТЭС                         | 275                         | ДТЭК Донецкоблэнерго | уголь             | Донецкая область          | ✓         |

### Теплоэлектроцентрали (ТЭЦ)
По данным Укрэнерго на конец 2016 года суммарная установленная мощность ТЭЦ и станций промпредприятий составляла 6 477 МВт.
| №  | Название                                     | Установленная мощность, МВт | Собственник                          | Основное топливо    | Регион                    | Источники |
| -- | -------------------------------------------- | --------------------------- | ------------------------------------ | ------------------- | ------------------------- | --------- |
| 16 | Киевская ТЭЦ-6                               | 750                         | Киевэнерго                           | природный газ       | Киевская область          | ✓         |
| 17 | Киевская ТЭЦ-5 (укр. Київська ТЕЦ-5)         | 700                         | Киевэнерго                           | природный газ       | Киевская область          | ✓         |
| 18 | Харьковская ТЭЦ-5 (укр. Харківська ТЕЦ-5)    | 540                         | ПАО «Харьковская ТЭЦ-5»              | природный газ       | Харьковская область       | ✓         |
| 19 | ТЭЦ АрселорМиттал Кривой Рог                 | 274                         | ПАО «АрселорМиттал Кривой Рог»       | природный газ       | Днепропетровская область  | ✓         |
| 20 | Северодонецкая ТЭЦ                           | 260                         |                                      | природный газ       | Луганская область         |           |
| 21 | Кременчугская ТЭЦ (укр. Кременчуцька ТЕЦ)    | 255                         | ПАТ «Полтаваобленерго»               | природный газ       | Полтавская область        | ✓         |
| 22 | Днепровская ТЭЦ (укр. Дніпровська ТЕЦ)       | 246,4                       | ПАТ «Дніпровська ТЕЦ»                | природный газ       | Днепропетровская область  | ✓         |
| 23 | Черниговская ТЭЦ (укр. Чернігівська ТЕЦ)     | 210                         | ООО «Технова»                        | уголь               | Черниговская область      | ✓         |
| 24 | Калушская ТЭЦ (укр. Калуська ТЕЦ)            | 200                         | ГПВД «Укринтеренерго»                | уголь               | Ивано-Франковская область | ✓         |
| 25 | Черкасская ТЭЦ (укр. Черкаська ТЕЦ)          | 200                         |                                      | уголь               | Черкасская область        | ✓         |
| 26 | Дарницкая ТЭЦ                                | 160                         |                                      | уголь марки АШ      | Киевская область          | ✓         |
| 27 | Эсхаровская ТЭЦ-2 (укр. ТЕЦ-2 «Есхар»)       | 150                         | ТОВ «ДВ нафтогазовидобувна компанія» | уголь               | Харьковская область       | ✓         |
| 28 | Белоцерковская ТЭЦ (укр. Білоцерківська ТЕЦ) | 120                         |                                      | мазут/природный газ | Киевская область          | ✓         |
| 29 | Шосткинская ТЭЦ (укр. Шосткінська ТЕЦ)       | 115                         | ТОВ «ШП» «Харківенергоремонт»        | природный газ       | Сумская область           | ✓         |
| 30 | Херсонская ТЭЦ (укр. Херсонська ТЕЦ)         | 80                          |                                      | природный газ       | Херсонская область        | ✓         |
| 31 | Львовская ТЭЦ (укр. Львівська ТЕЦ-1)         | 68                          |                                      | природный газ       | Львовская область         |           |
| 32 | Одесская ТЭЦ (укр. Одеська ТЕЦ)              | 68                          |                                      | природный газ       | Одесская область          | ✓         |
| 33 | Сумская ТЭЦ                                  | 40                          | ТОВ «Сумитеплоенерго»                | уголь               | Сумская область           | ✓         |
| 34 | Николаевская ТЭЦ (укр. Миколаївська ТЕЦ)     | 40                          |                                      | природный газ       | Николаевская область      | ✓         |
| 35 | Ахтырская ТЭЦ                                | 12,75                       | ТОВ «Брок-енергія»                   | природный газ       | Сумская область           | ✓         |
| 36 | Зуевская ЭТЭЦ                                | 12                          |                                      |                     | Донецкая область          |           |

## Гидроэлектростанции
| Название              | Река           | Местоположение                      | Мощность, МВт | Строительство первой очереди | Географические координаты       |
| --------------------- | -------------- | ----------------------------------- | ------------- | ---------------------------- | ------------------------------- |
| Днепровская ГЭС       | Днепр          | Запорожье                           | 1569          | 1927—1932                    | 47°52′10″ с. ш. 35°05′10″ в. д. |
| Днестровская ГАЭС     | Днестр         | Раскопинцы (Сокирянский район)      | 972           | 1983—2009                    | 48°30′52″ с. ш. 27°28′28″ в. д. |
| Среднеднепровская ГЭС | Днепр          | Каменское                           | 352           | 1963                         | 48°32′55″ с. ш. 34°32′28″ в. д. |
| Днестровская ГЭС-1    | Днестр         | Новоднестровск                      | 702           | 1973—1981                    | 48°35′38″ с. ш. 27°27′10″ в. д. |
| Днестровская ГЭС-2    | Днестр         | Нагоряны                            | 40,8          | 2000                         | 48°29′12″ с. ш. 27°34′13″ в. д. |
| Каневская ГЭС         | Днепр          | Канев                               | 444           | 1972                         | 49°46′00″ с. ш. 31°28′30″ в. д. |
| Каховская ГЭС         | Днепр          | Новая Каховка                       | 351           | 1955                         | 46°46′30″ с. ш. 33°22′07″ в. д. |
| Киевская ГАЭС         | Днепр          | Новые Петровцы (Вышгородский район) | 235,5         | 1970                         | 50°36′30″ с. ш. 30°29′07″ в. д. |
| Киевская ГЭС          | Днепр          | Вышгород                            | 408,5         | 1964                         | 50°35′18″ с. ш. 30°30′42″ в. д. |
| Кременчугская ГЭС     | Днепр          | Светловодск                         | 686,4         | 1959                         | 49°04′30″ с. ш. 33°15′04″ в. д. |
| Ташлыкская ГАЭС       | Южный Буг      | Южноукраинск                        | 302           | 1981—2006                    | 47°47′49″ с. ш. 31°10′50″ в. д. |
| Теребля-Рика ГЭС      | Теребля и Рика | Хустский район                      | 27            | 1949—1956                    | 48°22,15′ с. ш. 23°38,15′ в. д. |

## Ветряные электростанции
| Название          | Местоположение      | Мощность, МВт | Строительство первой очереди | Географические координаты       |
| ----------------- | ------------------- | ------------- | ---------------------------- | ------------------------------- |
| Ботиевская ВЭС    | Приморский Посад    | 200           | 2012                         | 46°40′57″ с. ш. 35°50′19″ в. д. |
| Новоазовская ВЭС  | Безыменное          | 79,3          | 1998                         | 47°08′18″ с. ш. 37°55′30″ в. д. |
| Очаковская ВЭС    | Дмитровка           | 37,5          | 2012                         | 46°38′31″ с. ш. 31°46′18″ в. д. |
| Краснодонская ВЭС | Краснодонский район | 25            | 2013                         | 48°17′15″ с. ш. 39°55′14″ в. д. |

## Солнечные электростанции
| Название            | Местоположение | Мощность, МВт | Завершение строительства | Географические координаты       |
| ------------------- | -------------- | ------------- | ------------------------ | ------------------------------- |
| СЭС «Приозёрная»    | Килия          | 54,8          | 2014                     | 45°27′49″ с. ш. 29°17′40″ в. д. |
| СЭС «Лиманская»     | Рени           | 43,4          | 2013                     | 45°28′01″ с. ш. 28°15′07″ в. д. |
| СЭС «Дунайская»     | Арциз          | 43,14         | 2012                     | 45°58′46″ с. ш. 29°27′40″ в. д. |
| СЭС «Староказачье»  | Староказачье   | 42,95         | 2012                     | 46°20′26″ с. ш. 30°00′13″ в. д. |
| СЭС «Болград Солар» | Болград        | 34,14         | 2015                     | 45°45′44″ с. ш. 28°36′18″ в. д. |
| СЭС «Вознесенск»    | Вознесенск     | 29,3          | 2013                     | 47°34′17″ с. ш. 31°23′48″ в. д. |
| СЭС «Лазурное»      | Скадовск       | 9,8           | 2013                     | 46°05′50″ с. ш. 32°28′47″ в. д. |

Список солнечных электростанций Украины расположенных на территории аннексированного Крыма:
| Название         | Мощность, МВт | Завершение строительства | Географические координаты       |
| ---------------- | ------------- | ------------------------ | ------------------------------- |
| СЭС «Перово»     | 105,6         | 2011                     | 44°57′23″ с. ш. 33°55′48″ в. д. |
| СЭС «Охотниково» | 82,65         | 2011                     | 45°17′02″ с. ш. 33°35′58″ в. д. |
| СЭС «Николаевка» | 69,7          | 2015                     | 44°58′10″ с. ш. 33°45′17″ в. д. |
| СЭС «Митяево»    | 31,6          | 2012                     | 45°14′06″ с. ш. 33°40′44″ в. д. |
| СЭС «Родниковое» | 7,5           | 2011                     | 45°02′17″ с. ш. 33°55′52″ в. д. |